# Reserva Biológica do Ibirapuitã
A Reserva Biológica do Ibirapuitã é uma unidade de conservação brasileira  de proteção integral da natureza localizada  às margens do Rio Ibirapuitã, na Região da Campanha,  sudoeste do estado do Rio Grande do Sul, no município de Alegrete, com latitude 29º54’ a 29º57’ Sul e a uma longitude 55º45’ a 55º48’ Oeste.

## Criação
Criado através do Decreto Nº 31.788, de 10 de junho de 1976, possuí um área de 308,28 ha, está localizado no município de Alegrete. Tem num perímetro aproximado de 260 km, sendo o clima predominante o subtropical, com chuvas bem distribuídas e estações bem definidas. A temperatura média anual é de 18,6 °C.
Devido ao seu curso e situação geográfica, é considerado um importante bioma para espécies animais e vegetais. Dentre estas estão porções de campos nativos e mata ciliar onde existe o bugio-preto. A área de campo é caracterizada pelo domínio de espécies de gramíneas com presença esparsa de espinilhos (Acacia caven), uma planta comum no oeste e sudoeste do Rio Grande do Sul bem como na Argentina, Paraguai, Uruguai, Chile e Bolívia, e aroeiras-pretas (Rubus sellowii). Basicamente são formações campestres e florestais de clima temperado, distintas de outras formações existente no Brasil.
Ainda encontra-se afloramentos de rocha(pequenos cerros) onde se destacam cactácias. Entre as espécies da mata ciliar, estão o angico-vermelho (Anadenanthera macrocarpa), camboim, embira (Rollinia sylvatica e espinheira-santa (Maytenus ilicifolia). Uma nova espécie foi registrada na reserva: um tucotuco, roedor que forma galerias subterrâneas.
Estudos identificaram em torno de 11 espécies de animais raros ou ameaçados de extinção, tais como : ratos d’água, cevídeos e lobos, e 22 espécies de aves nesta mesma situação. Pelo menos uma espécie de peixe, cará (Gymnogeophagus sp., Família Cichlidae) é endêmica da bacia do Rio Ibirapuitã.
Não é aberta à visitação. O acesso é restrito à pesquisa científica e educação ambiental.

## APA Ibirapuitã
Seguindo o contexto de preservação em 1992 , através do Decreto n.º 529 de 20.05.1992, foi criado o APA Ibirapuitã(Área de Proteção Ambiental Ibirapuitã), com uma área de 316.882,75 ha, atinge os seguinte municípios:
- Alegrete (15,22%)
- Quaraí (12,22%)
- Santana do Livramento (56,81%)
- Rosário do Sul (15,75%)

O desenho dos limites da APA do Ibirapuitã foi pensado de forma a abrigar a porção superior da Bacia Hidrográfica do Rio Ibirapuitã. Ela está localizada na fronteira internacional Brasil-Uruguai, na região conhecida como Fronteira Oeste do Rio Grande do Sul, e seu limite sul coincide com o limite internacional, não havendo acidentes geográficos (rios, vales, etc) e nem muros ou barreiras físicas separando-a do território Uruguaio.
Muitos dos aspectos da paisagem, contidas na APA são valorizados como lugares históricos, e belas paisagens. Em Alegrete o Rio Ibirapuitã, Lagoa do Parobé, Balneário do Caverá e Ruina dos Cambraias; Quaraí o Cerro do Tarumã e o Morro das Caveiras;  Santana do Livramento o Parque Municipal Lago do Batuva, marcos da Divisão de Fronteira entre Brasil e Argentina. Caracterizada como estepe gramíneo-lenhosa (campo nativo) e floresta estacional decidual aluvial (mata ciliar). A fisionomia é de extensas planícies de campo limpo.

### Importância
Inserida na Campanha Gaúcha,contém áreas ornitologicamente importantes, como o Parque Espinilho, os arredores do rio Ibirapuitã e o banhado São Donato. A Campanha Gaúcha conta atualmente com quatro unidades de conservação: a Área de Proteção Ambiental do Ibirapuitã (APAI), a Reserva Biológica do Ibirapuitã, o Parque Estadual do Espinilho e a Reserva Biológica de São Donato.